# فرقاطة أوليڤر هازرد بري
أوليفر هازارد بيري هي الفئة الأكبر من الفرقاطات العاملة بالبحرية الأمريكية، سمّيت بهذا الاسم تكريماً للأدميرال أوليفر هازارد أحد ابطال القوات البحرية الأمريكية بطل معركة بحيرة إيري أو بيري وأدخلت هذه الفرقاطات بالخدمة بالقوات البحرية الأمريكية في السبعينات من القرن السابق لتحلل محل الفرقاطات من الفئة بروك في حماية السواحل والقطع البحرية الأمريكية العملاقة وستحل كذلك الفرقاطات الاستقلال والحرية محل الفئة اوليفر هازارد بيري عند اخراجها من الخدمة وخاضت الفقاطات اوليفر هازارد بيري معارك ارية في بحار العالم المختلفة اشهرها حرب الخليج الأولى بين العراق وإيران عندما استهدفها العراقيون بصواريخ الاكسوزيت الفرنسية وكذلك عملية فرس النبي في مياه الخليج العربي.
كانت القيادة البحرية الأمريكية بحجة ماسة إلى احلال الفرقاطات المتقامة الموجودة بالخدمة من الفئة بروك بجيل جديد من الفرقاطات ليعهد بمهام حماية السواحل ومرافقة الحاملات والعمليات القتالية وغيرها من المهام فتقدمت شركتا جينيرال ديناميكس لاشغال الحديد وشركة تود لبناء السفن بتصميمات الجيل الجديد من الفرقاطات.
وسرعان ما نجحت تصميماتهما ليتم اطلاق الفرقاطات رسميا بالعام 1977 واطلاق اسم العميد الراحل اوليفير هازارد بيري (23 أغسطس 1819 23 أغسطس 1785)بطل القوات البحرية الأمريكي وبطل معركة بحيرة ايري أو ما تسمى بمعركة بيري على الفرقاطات تكريما له وتخليدا للدور العظيم الذي قام به في خدمة البحرية الأمريكية
العميد اوليفر هازارد بيري.

## السجل القتالي
ككل قطع القوات البحرية الأمريكية تمتلك الفرقاطات من الفئة اوليفر هازارد بيري سجلا قتاليا جيدا مع بعض التشوهات حيث خاضت الفرقاطات غمار حرب الناقلات بالخليج العربي وفي ال15 من مايو بالعام 1987 قام طيار من سلاح الجو العراقي باستهداف الفرقاطة يو اس اس ستارك بصواريخ الاكسوزيت الفرنسية المضادة للسفن مخلفا وراءه 37 بحارا امريكيا قتلى وخاضت اوليفير عمليات ارنست ويل بالخليج العربي أيضا لحماية ناقلات النفط من إيران
في 14-4 1988 تسبب لغم بحري إيراني بغرق الفرقاطة الأمريكية صامويل بي روبيرتس جزئيا ولم يخلف قتلى خلفه وكذلك شاركت الفرقاطات بعملية فرس النبي أو الهجوم على مصافي النفط الإيرانية
يو اس اس ستارك اصلحت بالعام 1999 واخرجت من الخدمة بالعام 2006.

### المواصفات
النوع: فرقاطات.
بلد المنشا: الولايات المتحدة الأمريكية.
الفئة: أوليفر هازارد بيري.
الرمز: FFG.
المصمم: جنرال ديناميكس وتود
دخو الخدمة: 1977
الحالة: بالخدمة (نشط).
الفئات الفرعية للفرقاطة اوليفر هازارد بيري.
1-الفئة الأسترالية ادايليد.
2-الفئة الأسبانية سانتا ماريا.
3-الفئة التايوانية تشنغ كونغ.
.

#### المستخدمون
-البحرية الأمريكية. -البحرية الأسبانية. -التايوانية. -الأسترالية. -المصرية.-البولندية.-الباكستانية. -الصينية.

##### الخصائص
العدد الكلي: 71 والنشط 13.
الطول: 455 قدم / 153.5 متر.
العرض: 45 قدم / 13.5 متر.
الإزاحة: 4100 طن.
السرعة: 29 عقدة بالساعة / 54 كلم.
المدى: 8300 كلم.
الطام: 133 فرد.
الدفع
2×lm2500 gas turbine بقدرة 31 ميغاوات.

##### التسليح
1-خلية اطلاق MK13.
2-نظام صاروخي سطح جو RIM 66.
6-3طوربيدات من طراز MK 46 في خليتي اطلاق من طراز mK 32.
4-نظام فالانكس 22مم.
5-طوربيدات MK 50.
6-شيونغ فينغ 2 المضاد للسفن (تايوان).
7- بندقية اوتو ميلارا 76 مم.

##### الطائرات المحمولة
sh-2x2 أو sh-60x1.

##### الانظمة االكترونية للفرقاطات
AN/SPS-49ردار بحث بالجو.
AN/SPS-55 رادار بحث عن السطح.
Mk92 نظام مكافحة الحريق.
AN/SLQ-32 نظام حرب اليكترونية متكامل.
AN/SQS-56 سونار.
Mk36 SRBOC نظام الفخ الوهمي.
AN/SQR-19 نظام سونار صفيف.
AN/SQQ-89 ASW منظومة متكاملة.